# Rebecca Ferguson (cantante)
Rebecca Ferguson (Liverpool, 21 de julio de 1986) es una cantante y compositora británica. Salto a la fama participando en el programa The X Factor en el que quedó en segundo lugar por detrás de Matt Cardle. Lanzó su álbum debut en diciembre de 2011 titulado Heaven, alcanzando la tercera posición en el UK Albums Chart y ya ha vendido 600.000 copias en el Reino Unido siendo platino. Su primer sencillo Nothing's Real but Love ha sido todo un éxito en las listas del Reino Unido.
El sitio Digital Spy incluyó su canción Teach me how to be love en su publicación "Lady GaGa, Robbie, Kylie: 19 pop singles that should have been" donde se incluían; como su nombre lo dice, canciones que debieron haber sido lanzadas como sencillos: El sitio afirmó lo siguiente:

“Podría haber sido su "Momento Adele", pero por alguna razón, la movida balada de Ferguson "Teach me how to be love" nunca fue atendida como sencillo”

Su segundo álbum de estudio Freedom fue lanzado el 2 de diciembre de 2013 en el Reino Unido y el primer sencillo del álbum "I Hope" salió a la venta el 24 de noviembre de 2013.

## Vida personal
Rebecca tuvo una corta relación con el exmiembro de la boyband One Direction, Zayn Malik, durante 2011. 
Conoció a Karl Dures en Tenerife con el que tuvo dos hijos, Lillie May y Karl.
Tuvo una hija en 2014 llamada Arabella con otro hombre.

## Discografía
| Año  | Álbum                 | Ventas  |
| ---- | --------------------- | ------- |
| 2011 | Heaven                | 800.000 |
| 2012 | Heaven DELUXE EDITION | 800.000 |
| 2013 | Freedom               | ___     |
| 2015 | Lady sings the blues  | ___     |
| 2016 | "Superwoman"          | ___     |

### Sencillos
| Año  | Título                                                           | Mejor posición en listas | Mejor posición en listas | Mejor posición en listas | Mejor posición en listas | Álbum     |
| Año  | Título                                                           | UK                       | IRL                      | NZ                       | SCO                      | Álbum     |
| ---- | ---------------------------------------------------------------- | ------------------------ | ------------------------ | ------------------------ | ------------------------ | --------- |
| 2010 | "Heroes" (formando parte de los Finalistas de The X Factor 2010) | 1                        | 1                        | —                        | 1                        |           |
| 2011 | "Nothing's Real but Love"                                        | 10                       | 23                       | 34                       | 10                       | Heaven    |
| 2012 | "Too Good to Lose"                                               | 41                       | 67                       | 79                       | 36                       | Heaven    |
| 2012 | "Glitter & Gold"                                                 | 27                       | 43                       | —                        | —                        | Heaven    |
| 2013 | "I Hope"                                                         | -                        | -                        | —                        | —                        | "Freedom" |
| 2016 | "Bones"                                                          | -                        | -                        | -                        | -                        | "Freedom" |